# ألفريد موليت
ألفريد بولت موليت (بالإنجليزية: Alfred Bult Mullett) كان مهندسًا معماريًا عمل من 1866 حتى 1874 مشرفًا معماريًا، ورأس وكالة الحكومة في وزارة مالية الولايات المتحدة التي تصمم مباني الحكومة الفيدرالية للولايات المتحدة. اتجهت أعماله إلى نزعة العمارة الفكتورية والإحياء الإغريقي وطراز الإمبراطورية الثانية.

## أعماله
- 1861 — كنيسة القدس الجديدة في غلينديل، أوهايو.
- 1866-1870 — مصنع صك العملة بكارسون سيتي، نيفادا.
- 1867 — المحكمة ومركز الشرط بماديسون، ويسكنسن.
- 1867 — مكتب بريد بورتلندا، ميني (هدم في 1965).
- 1867-1870 — بيت خاص ومكتب بريد في أوغدينسبرغ، نيويورك.
- 1868-1871 — مبنى المكتب ومجمع مستودع الفنار الأمريكي ست. جورج، جزيرة ستاتن.
- 1869-1870 — بيت خاص قديم ومكتب بريد في ويسكاسيت، ميني.

## معرض تصاميمه

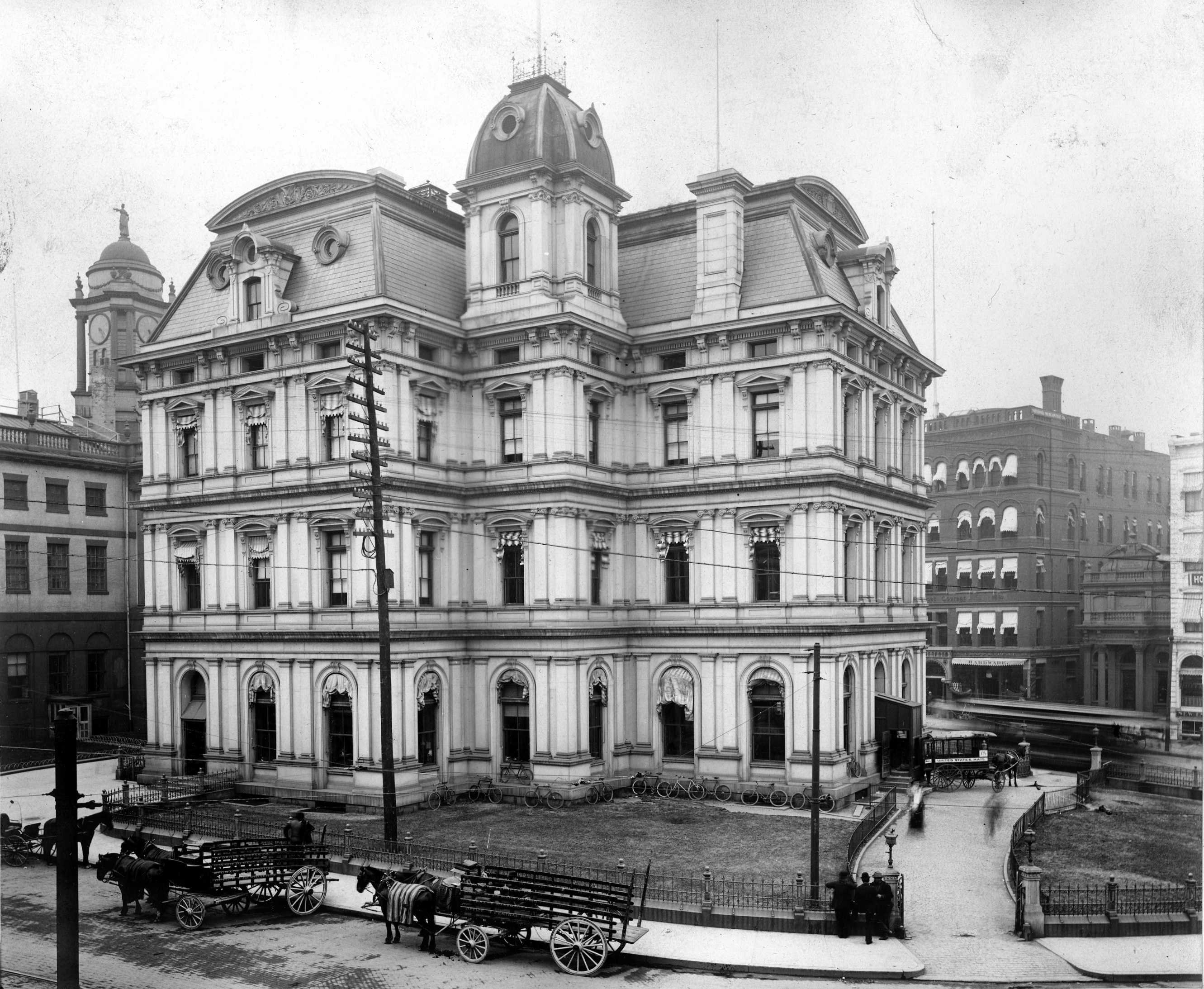
Hartford Post Office & Customhouse, 1903. Razed in 1934.
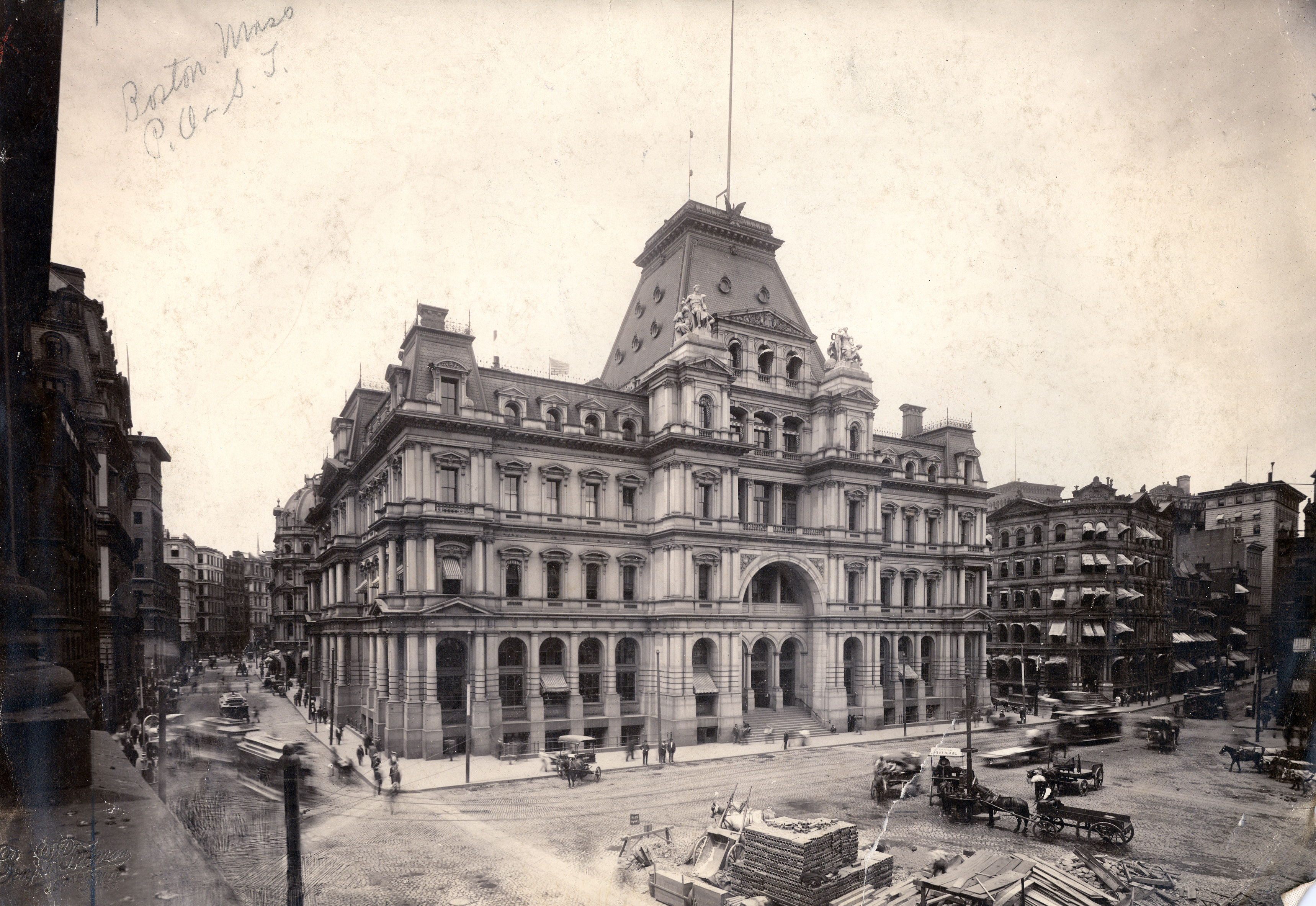
Boston Post Office & Subtreasury, circa 1885. Razed in 1929.
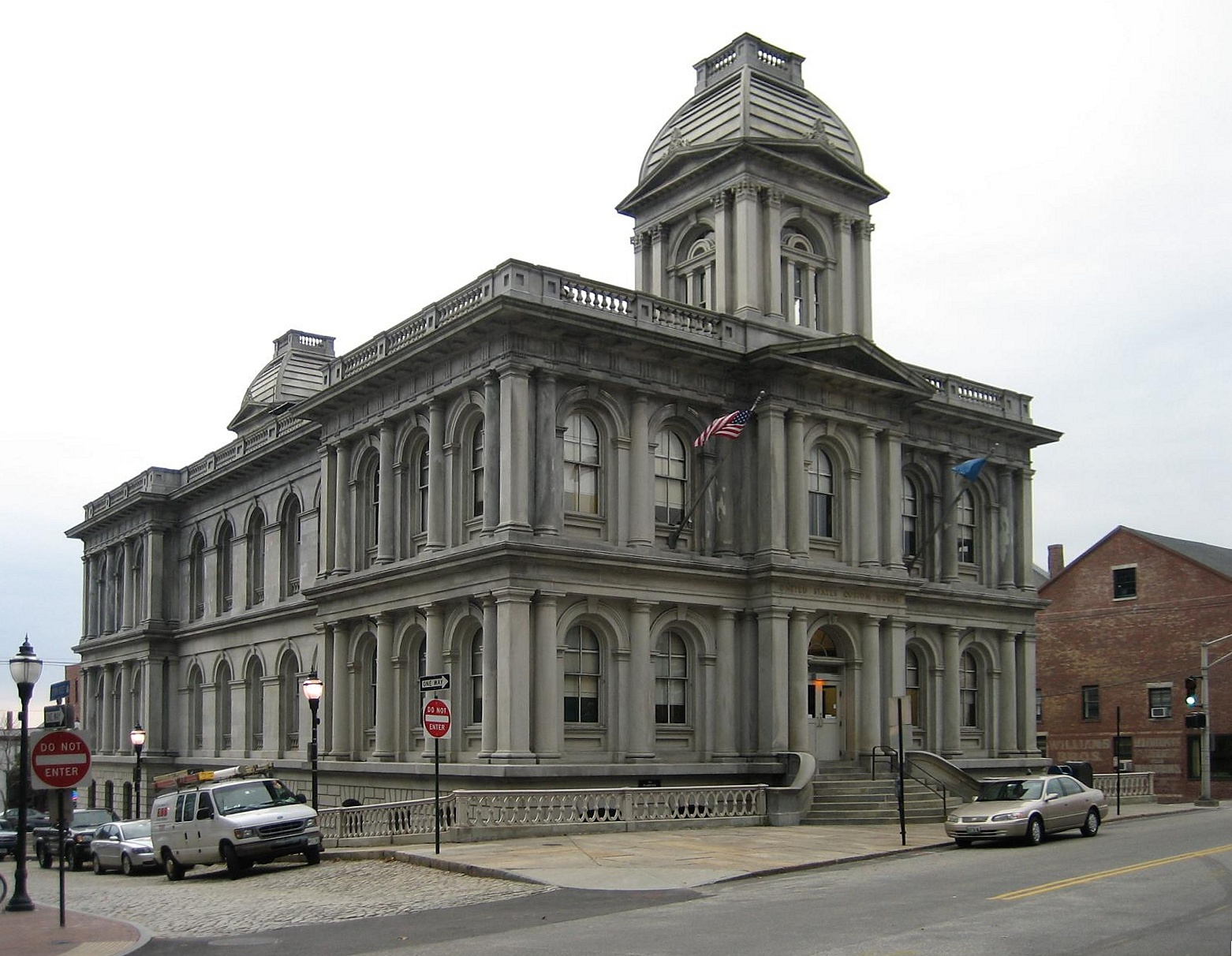
Custom House, 1872, Portland, Maine
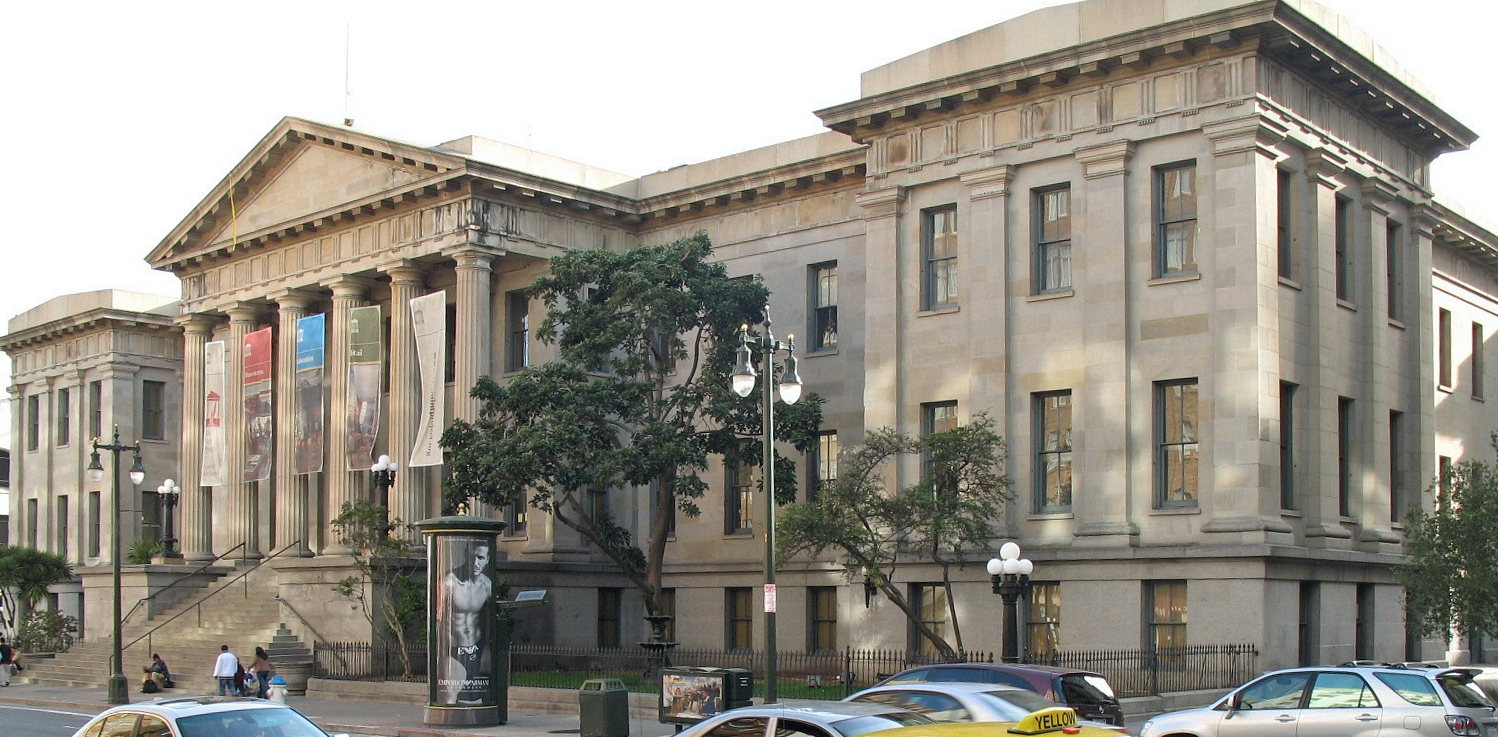
San Francisco Mint, 1874, San Francisco, California
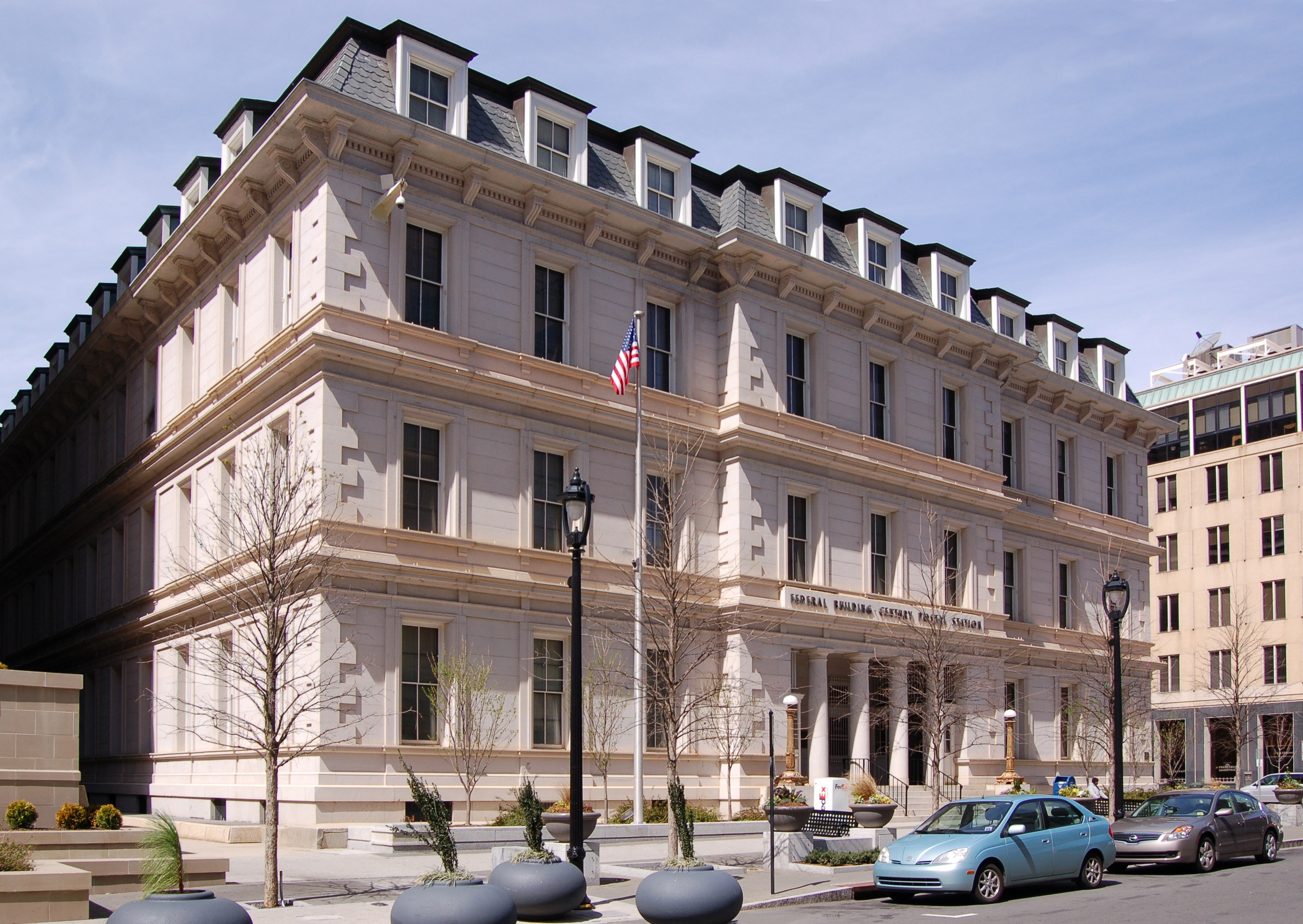
Federal Building, 1874, Raleigh, North Carolina
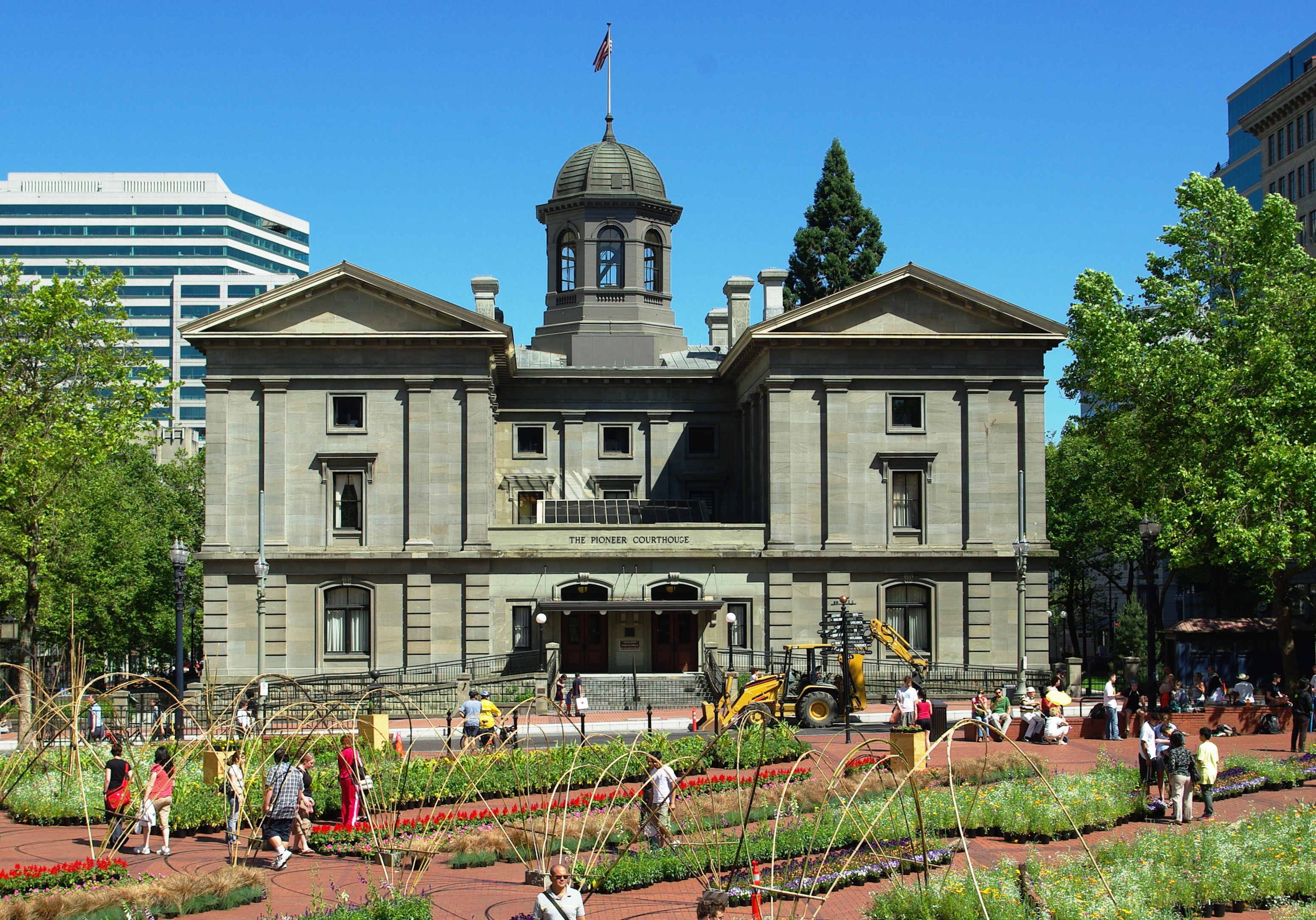
Pioneer Courthouse, 1875, Portland, Oregon
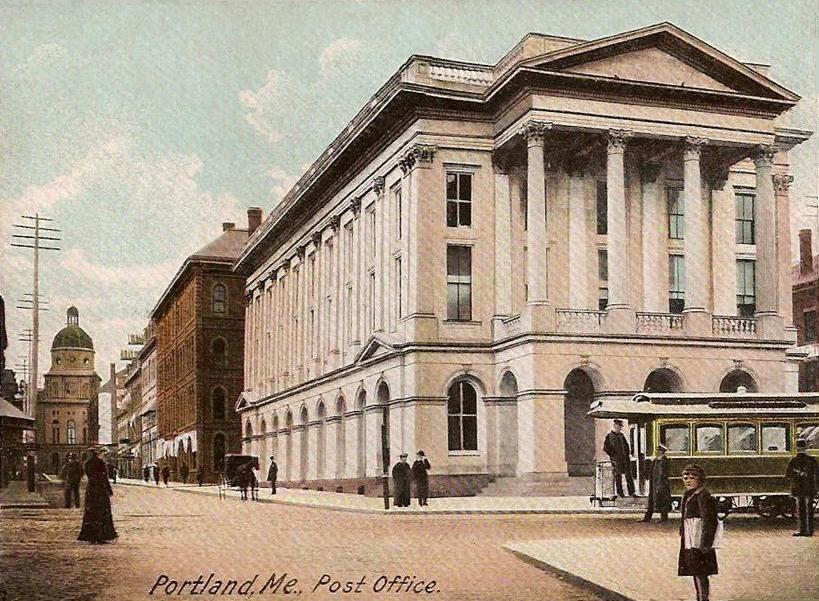
Old Post Office, 1867, بورتلاند (مين), built of white فيرمونت رخام
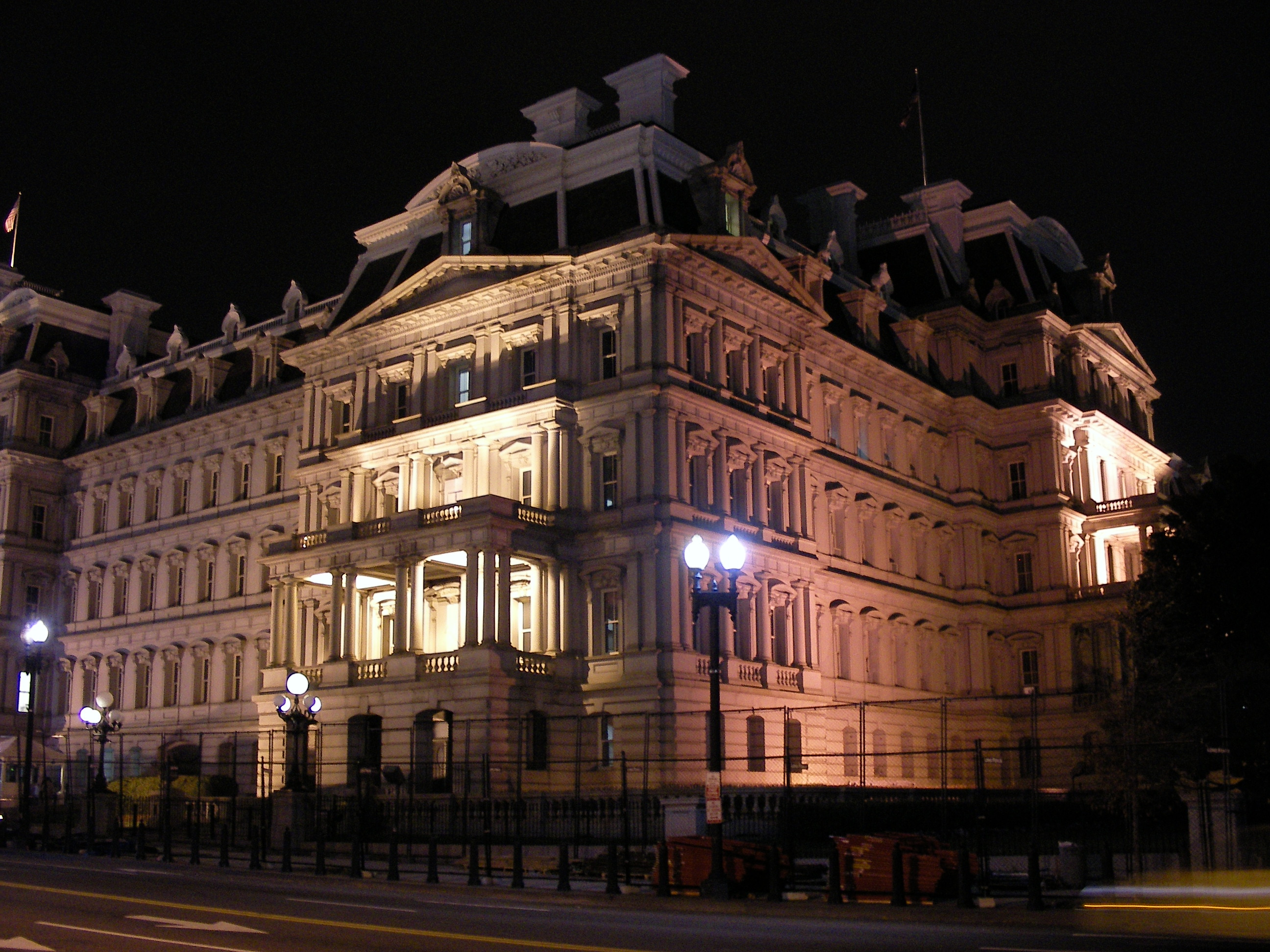
Old Executive Office Building, 1871, Washington, with 552 rooms on 2 miles (3.22 km) of corridors
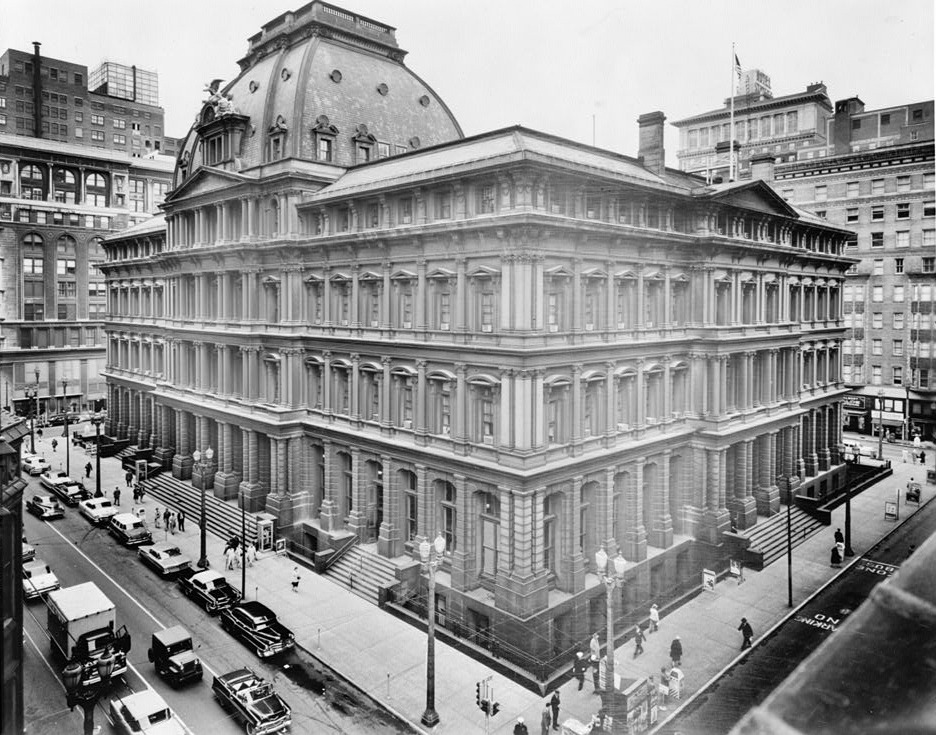
Old Custom House and Post Office, 1873, St. Louis, Missouri
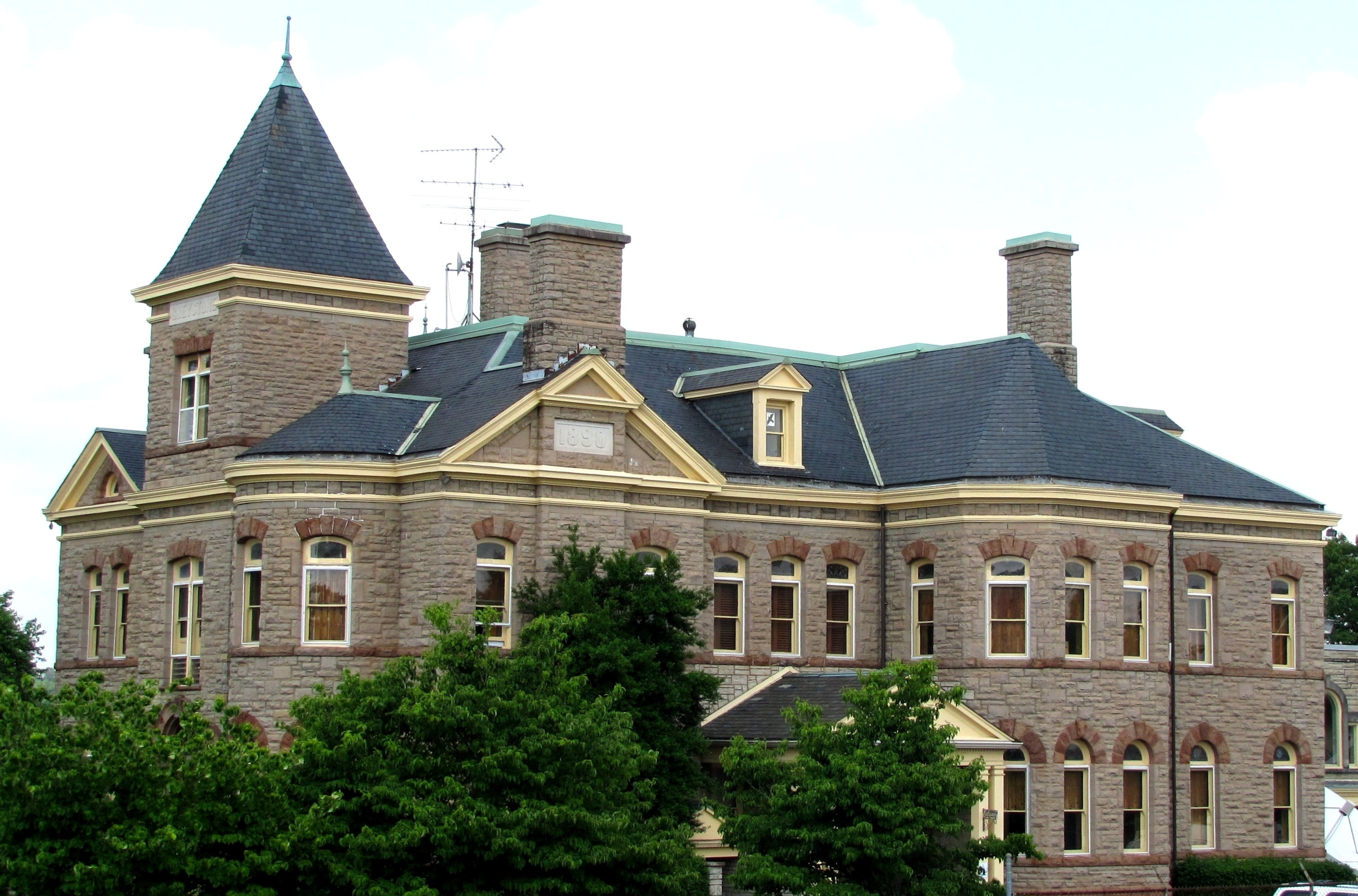
Camp House (Greystone), 1890, Knoxville, Tennessee

## روابط خارجية
- ألفريد موليت على موقع الموسوعة البريطانية (الإنجليزية)